# Tadeusz Jędruch
Tadeusz Jędruch (ur. 19 stycznia 1913 w Racławicach, zm. 12 kwietnia 1976) – polski rolnik i polityk, poseł na Sejm PRL III i IV kadencji.

## Życiorys
Uzyskał wykształcenie podstawowe, z zawodu rolnik. Przez wiele lat przewodniczył spółdzielni produkcyjnej w Strupicach. Należał do Zjednoczonego Stronnictwa Ludowego, był prezesem Powiatowego Komitetu ZSL w Jeleniej Górze. Członek Centralnego Zarządu Kół i Organizacji Rolniczych w Warszawie oraz prezes Powiatowego Związku Kół i Organizacji Rolniczych w Jeleniej Górze. W 1961 i 1965 uzyskiwał mandat posła na Sejm PRL w okręgu Jelenia Góra. Przez dwie kadencje zasiadał w Komisji Przemysłu Ciężkiego, Chemicznego i Górnictwa.
Pochowany wraz z Pelagią Jędruch (1919–2004) w Jeleniej Górze.

## Odznaczenia
- Order Sztandaru Pracy II klasy
- Złoty Krzyż Zasługi
- Krzyż Walecznych
- Krzyż Partyzancki
- Odznaka 1000-lecia Państwa Polskiego (1966)[2]